# Diapterobates oromurcii
Diapterobates oromurcii är en kvalsterart som beskrevs av Shaldybina 1970. Diapterobates oromurcii ingår i släktet Diapterobates och familjen Humerobatidae. Inga underarter finns listade i Catalogue of Life.